# Geigeria
Geigeria es un género de plantas fanerógamas perteneciente a la familia de las asteráceas. Comprende 64 especies descritas y de estas, solo 30 aceptadas.

## Taxonomía
El género fue descrito por Ludwig Griesselich y publicado en Linnaea 5: 411. 1830. La especie tipo es  Geigeria africana Griess. = Geigeria ornativa O.Hoffm.	

## Especies aceptadas
A continuación se brinda un listado de las especies del género Geigeria aceptadas hasta julio de 2012, ordenadas alfabéticamente. Para cada una se indica el nombre binomial seguido del autor, abreviado según las convenciones y usos.
- Geigeria acaulis Benth. & Hook.f. ex Vatke
- Geigeria acicularis O.Hoffm.
- Geigeria affinis S.Moore
- Geigeria alata Benth. & Hook.f. ex Oliv. & Hiern
- Geigeria angolensis O.Hoffm.
- Geigeria aspalathoides S.Moore
- Geigeria aspera Harv.
- Geigeria brachycephala Muschl.
- Geigeria brevifolia (DC.) Harv.
- Geigeria burkei Harv.
- Geigeria decurrens "S.Ortiz, Rodr.Oubiña & Buján"
- Geigeria elongata Alston
- Geigeria englerana Muschl.
- Geigeria filifolia Mattf.
- Geigeria hoffmanniana Hiern
- Geigeria lata (Hochst. & Steud.) Oliv. & Hiern
- Geigeria linosyroides Welw. ex Hiern
- Geigeria mendoncae Merxm.
- Geigeria nianganensis Dinter ex Merxm.
- Geigeria obtusifolia L.Bolus
- Geigeria odontoptera O.Hoffm.
- Geigeria ornativa O.Hoffm.
- Geigeria otaviensis (Merxm.) Merxm.
- Geigeria pectidea (DC.) Harv.
- Geigeria pilifera Hutch.
- Geigeria plumosa Muschl.
- Geigeria rigida O.Hoffm.
- Geigeria schinzii O.Hoffm.
- Geigeria spinosa O.Hoffm.
- Geigeria vigintisquamea O.Hoffm.